# Bernhard Binder
Bernhard Binder(* 1923; † 2017)  
war ein deutscher Architekt, der in Berlin lebte und arbeitete.

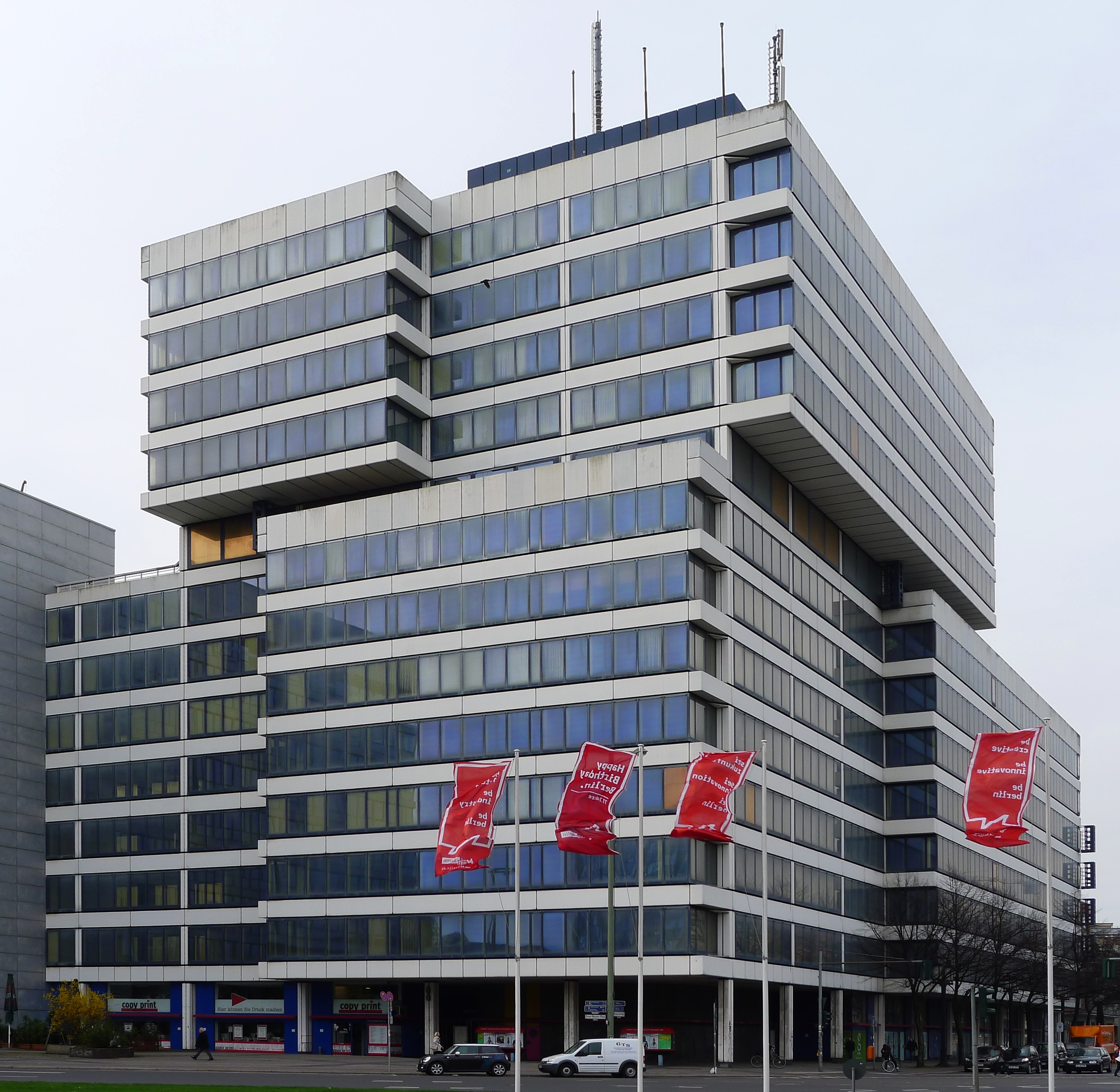
Bernhard Binder: Bürohaus Ernst-Reuter-Platz 6, Berlin-Charlottenburg, 1969–1974

## Leben
Bernhard Binder begann seine Laufbahn als Mitarbeiter im Architekturbüro von Rolf Gutbrod in Stuttgart. Ein Projekt, das Binder im Büro von Gutbrod bearbeitete, war das IBM-Haus am Ernst-Reuter-Platz in Berlin-Charlottenburg, erbaut 1961–1963. Im Anschluss daran war Binder bei der Planung des Europa-Centers beteiligt. Binder gilt als Urheber des Namens Europa-Center. Binders Projekt von 1978/79 am Richard-Wagner-Platz in Berlin-Charlottenburg war ein Wendepunkt für den Architekten, denn hier war er erstmals gleichzeitig Planer und Bauherr. Im Laufe der 1980er Jahre nahm Binder dann mehr und mehr die Rolle eines Immobilienentwicklers ein. Bei dem Business-Park Top Tegel fungierte Binder als Investor und Entwerfer gleichzeitig. In einigen Publikationen wird er auch als Dr. Bernhard Binder genannt, weswegen davon auszugehen ist, dass er den akademischen Grad des Doktors besitzt.

## Werk
Der bekannteste Entwurf von Bernhard Binder ist das Hochhaus Ernst-Reuter-Platz 6 an der Ecke zur Bismarckstraße, auf der südlichen Seite der Bismarckstraße in Berlin-Charlottenburg. Dieses Gebäude wurde zwischen 1969 und 1974 geplant und gebaut. Es stellt eine städtebauliche Dominante dar, die auch aus weiter Entfernung sichtbar ist. Ähnlich auffällig ist das 1965–1967 errichtete, sogenannte Eden-Haus in der Budapester Straße, ebenfalls in Berlin-Charlottenburg.
Für ein Wohnhaus in der Waitzstraße in Berlin-Charlottenburg verwendeten Binder und Joachim Siebert 1975–1976 eine kosteneffiziente und materialsparende Fertigteilbauweise. Präsent im Berliner Stadtbild ist zudem ein Wohnhaus am Hohenzollerndamm Ecke Egerstraße in Berlin-Wilmersdorf von 1975. Das Tragwerk des Hauses zeichnet sich hier deutlich außen an der Gebäudehülle ab, zahlreiche Auskragungen und die schräg abgewinkelten Konturen der Betonschotten tragen zur auffälligen Anmutung des Gebäudes bei. Bei diesem Projekt arbeitete Binder zusammen mit dem renommierten Bauingenieur Stefan Polónyi. In Berlin-Charlottenburg stehen weitere Wohn- und Geschäftshäuser, die Binder in den 1980er und 1990er Jahren plante. Diese fügen sich jeweils in die Blockrandbebauungen ein und zeigen die zeittypisch postmoderne Gestaltung mit dekorativen Elementen. Seit 1981 konzentriert sich Binder auf das Projekt Top Tegel, das in mehreren Bauabschnitten errichtet wurde.